# Franz Schönauer
Franz Schönauer (* 26. August 1889 in München; † unbekannt) war ein deutscher Radrennfahrer und nationaler Meister im Radsport.

## Sportliche Laufbahn
Schönauer war im Straßenradsport und im Bahnradsport aktiv. 1906 begann er mit dem Radsport und wurde bereits mit 17 Jahren Berufsfahrer. 1910 war seine erfolgreichste Saison. Er gewann auf der Bahn und bei Straßenrennen insgesamt 41 Wettkämpfe.
Nach dem Ersten Weltkrieg wurde er Amateur. Er startete für die Vereine Meteor München, RRC 1902 München und RV Concordia München. Schönauer war der erste deutsche Radrennfahrer, der nach dem Ersten Weltkrieg wieder zu Radrennen ins Ausland eingeladen wurde. Mit Emmeran Hillinger als Partner bestritt er zahlreiche Rennen im Zweier-Mannschaftsfahren auf europäischen Radrennbahnen. 1922 gewann er die nationale Meisterschaft des Bundes Deutscher Radfahrer im Mannschaftszeitfahren mit den Fahrern Hans Eisinger, Georg Härtl, Emmeran Hillinger, Thomas Steber und Edi Wackerl. 1921 war er beim Sieg von Johannes Drohten Dritter der Amateursprintmeisterschaft geworden.
1926 wechselte Schönauer zum Deutschen Rad-und Motorsport-Verband Concordia 1928. Schönauer gewann im Deutschen Rad- und Motorsport-Verband Concordia 1928 (der Mitglied in der Vereinigung Deutscher Radsport-Verbände war) die Meisterschaft im Sprint vor Andy Dietl. 1929 war er erneut erfolgreich. 1926 gewann er die Titel im Punktefahren. Schönauer war später noch in verschiedenen Altersklassen aktiv und gewann dort einige Meisterschaften Bayerns.